# Brahim Abdeslam
Pour les articles homonymes, voir Abdeslam.
Brahim Abdeslam, né le 30 juillet 1984 à Bruxelles et mort le 13 novembre 2015 à Paris 11e, est un terroriste djihadiste français d'origine marocaine ayant grandi et résidé en Belgique dans la commune de Molenbeek-Saint-Jean.
Il a fait partie de l'équipe de trois terroristes auteurs du mitraillage de plusieurs terrasses dans l'est de Paris lors des attentats du 13 novembre 2015, causant la mort de 39 personnes. Immédiatement après cette opération, il a mené une opération kamikaze dans un café du boulevard Voltaire, faisant exploser sa ceinture explosive. Il est le frère ainé de Salah Abdeslam, lui aussi impliqué dans les attentats.

## Biographie
Le père de Brahim Abdeslam est un Marocain né à Oran en Algérie en 1949. Il a vécu à Aubervilliers en banlieue parisienne avant de venir s'installer à Molenbeek-Saint-Jean. C'est un retraité de la STIB, la compagnie de transport en commun bruxelloise. Sa mère est une Marocaine originaire du Rif. Tous deux ont la nationalité française. Issu d'une famille originaire de la petite bourgade marocaine de Bouyafar, à l'ouest de Nador. Ceci explique que leurs cinq enfants, trois frères et deux sœurs, bien que tous nés à Bruxelles soient aussi français. Il a trois frères, Salah, Mohammed et Yazid ainsi qu'une sœur Myriam. Le premier est soupçonné d'avoir joué un rôle de premier plan dans l'organisation des attentats et est arrêté à Molenbeek-Saint-Jean le 18 mars 2016 vers 16 h 40 avec quatre autres complices. Ses  autres frères, Yazid et Mohammed, employé communal de Molenbeek-Saint-Jean, ne sont en revanche pas impliqués dans ces attaques. En revanche, Mohammed Abdeslam et trois complices présumés sont arrêtés et placés en détention provisoire en février 2018 par la police belge pour un vol à main armée à Molenbeek-Saint-Jean.
Brahim Abdeslam a une formation d'électricien, il s'est marié civilement en 2006 et est resté en ménage deux ans. Son épouse a déclaré que son passe temps favori était de « fumer de l'herbe et de dormir ». Il a été condamné à plusieurs reprises, pour vol en 2005, pour usage de faux et escroquerie en 2010 et plus tard pour infractions routières.
En mars 2013, il devient propriétaire du bar Les Béguines à Molenbeek-Saint-Jean dont son frère est le gérant. Le bar est fermé en novembre 2015 pour consommation et vente de stupéfiants.
En janvier 2015, Brahim Abdeslam tente de se rendre en Syrie et est intercepté par les autorités turques. Renvoyé en Belgique, il y est interrogé puis rapidement relâché, il est à partir de ce moment identifié comme radicalisé. La publication, le 24 janvier 2016, d'une vidéo de propagande de l'organisation État islamique sur les attentats de Paris, dans laquelle on voit Brahim Abdeslam s'exercer au tir accrédite la thèse selon laquelle il aurait bien effectué un séjour en Syrie. Les images pourraient avoir été tournées dans un ancien camp d'entraînement de la Division 17 de l'armée syrienne, à Raqqa.

### Participation aux attentats
L'enquête sur les attentats du 13 novembre détermine que Brahim Abdeslam fait partie du groupe de trois terroristes, avec Abdelhamid Abaaoud et Chakib Akrouh qui a mitraillé des terrasses dans les 10e et 11e arrondissements. Se déplaçant à bord d'une Seat León immatriculée en Belgique, ils ouvrent le feu à trois reprises sur des personnes attablées à des terrasses de bars et de restaurants. Après cette série d'attaques, qui cause la mort de trente-neuf personnes et fait trente-deux blessés graves, Brahim Abdeslam se fait déposer par ses complices au café-brasserie Comptoir Voltaire, au 253, boulevard Voltaire. Il se fait exploser au moment où il passe commande  en utilisant le même dispositif explosif que les terroristes du Stade de France. Il en est l'unique victime mortelle : l'explosion cause deux blessés graves et une dizaine de blessés légers, car seule la charge qu'il portait au dos a explosé, le tuant sur le coup.
Le 19 avril 2017, la RTBF annonce que Brahim Abdeslam et Abdelhamid Abaaoud, responsable opérationnel présumé des attentats du 13 novembre 2015, avaient été en contact le 1er juillet 2014 soit 16 mois avant les attentats de Paris. Dans ce court échange on perçoit le lien fort qui lie les deux hommes et la volonté que Brahim à se battre. A ce moment Abaaoud était déjà recherché par les autorités alors que Brahim Abdeslam n'était que fiché comme délinquant. Cette information voit le jour à la suite de la redécouverte par la police de Molenbeek-Saint-Jean du téléphone d'Abdeslam.
Il est inhumé le 17 mars 2016 en Belgique au cimetière multiconfessionnel d’Evere. Son corps est porté notamment par Abid Aberkan, arrêté le lendemain dans le cadre de l'enquête sur la fuite de son frère Salah.